# خوسيه ماريا باز
خوسيه ماريا باز (بالإسبانية: José María Paz) (3 يوليو 1978 في الأرجنتين - ) هو لاعب كرة قدم أرجنتيني في مركز الدفاع. لعب مع أتليتيكو توكومان وخميناسيا خوخوي وريفر بليت ونادي بين أور ونادي لانوس وهوراكان ويونيون دي سانتا في ونادي موناغاس الرياضي ونادي ماكارا ونادي بلومينغ.

## وصلات خارجية
- خوسيه ماريا باز على موقع قاعدة بيانات كرة القدم.إي يو (الإنجليزية)
- خوسيه ماريا باز على موقع Soccerway.com (الإنجليزية)